# Connecting Europe Express

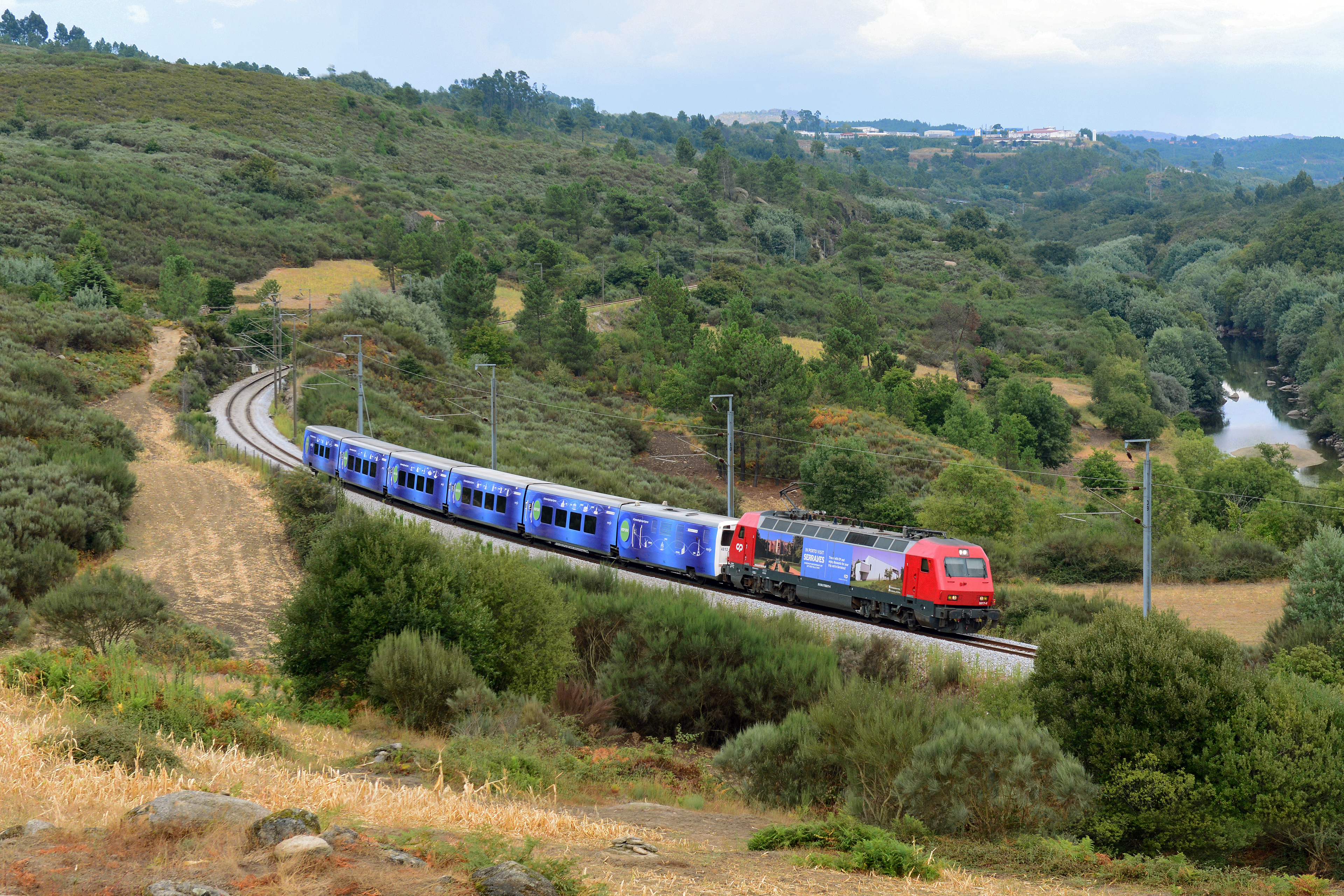
Der „Connecting Europe Express“ in Portugal

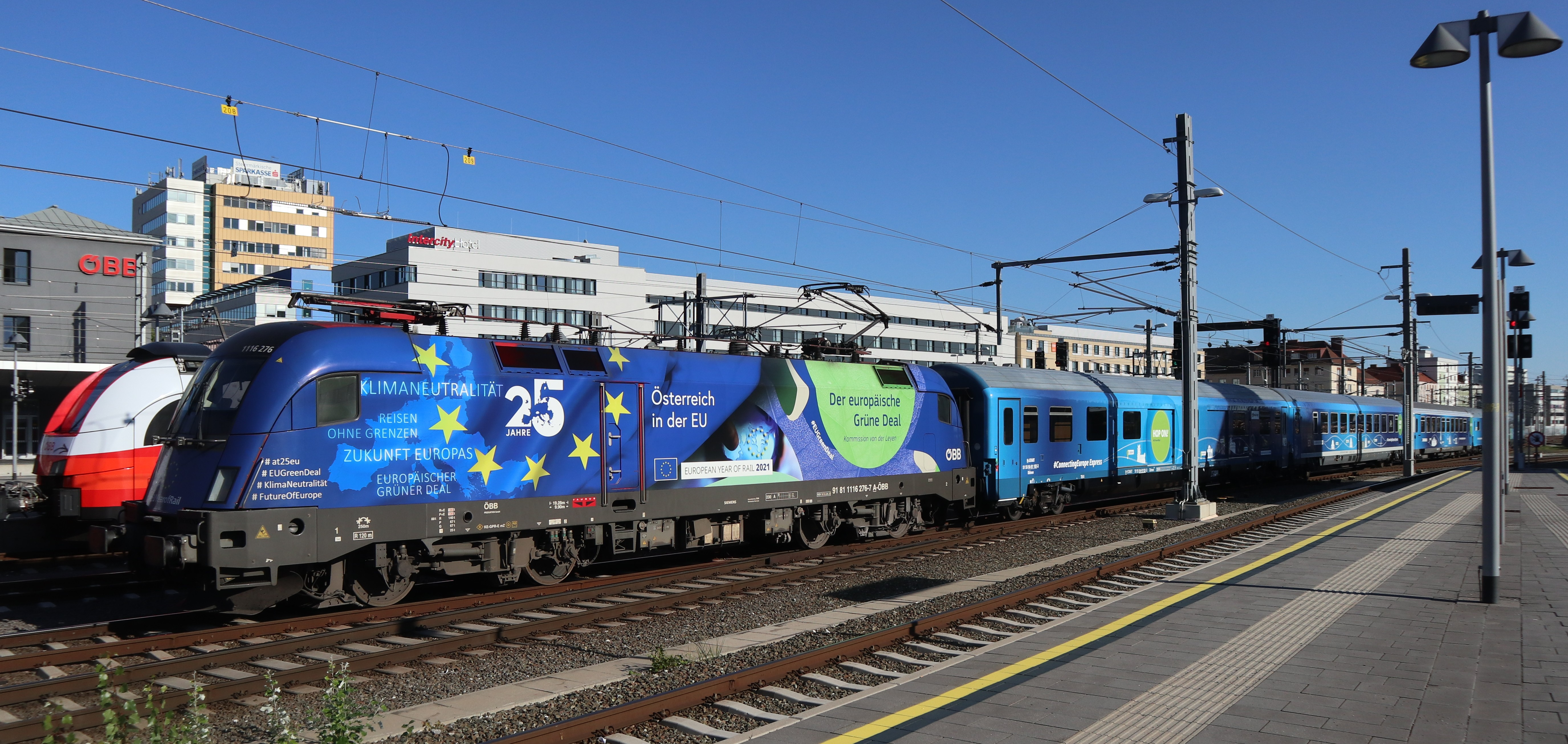
Der „Connecting Europe Express“ in Graz mit einer Siemens-ES64U2-Lokomotive der Österreichischen Bundesbahnen im „Europa-Design“

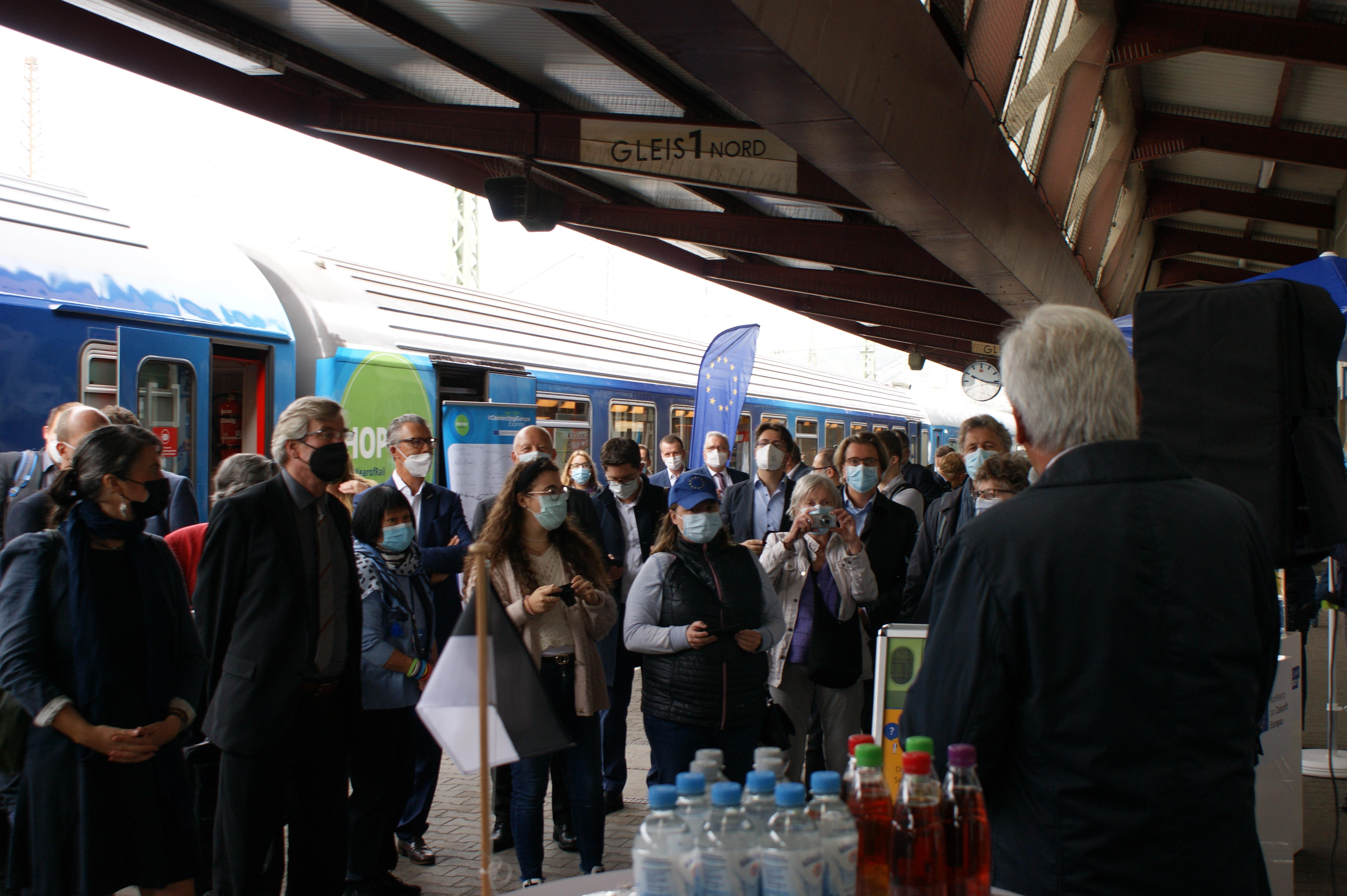
Empfang des „Connecting Europe Express“ im Ulmer Hauptbahnhof am 27. September 2021 durch den Oberbürgermeister Gunter Czisch

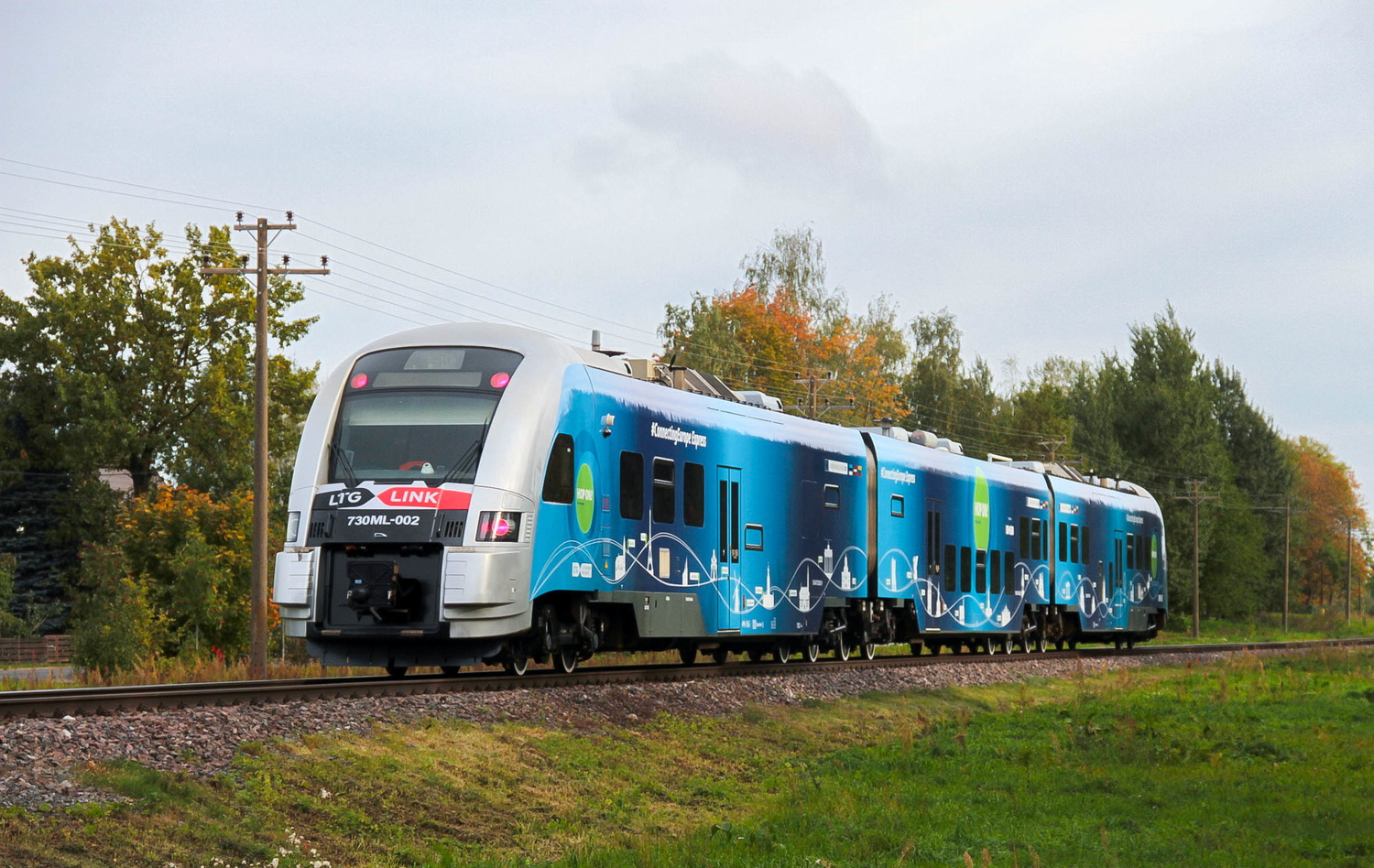
Der „Connecting Europe Express“ in Estland

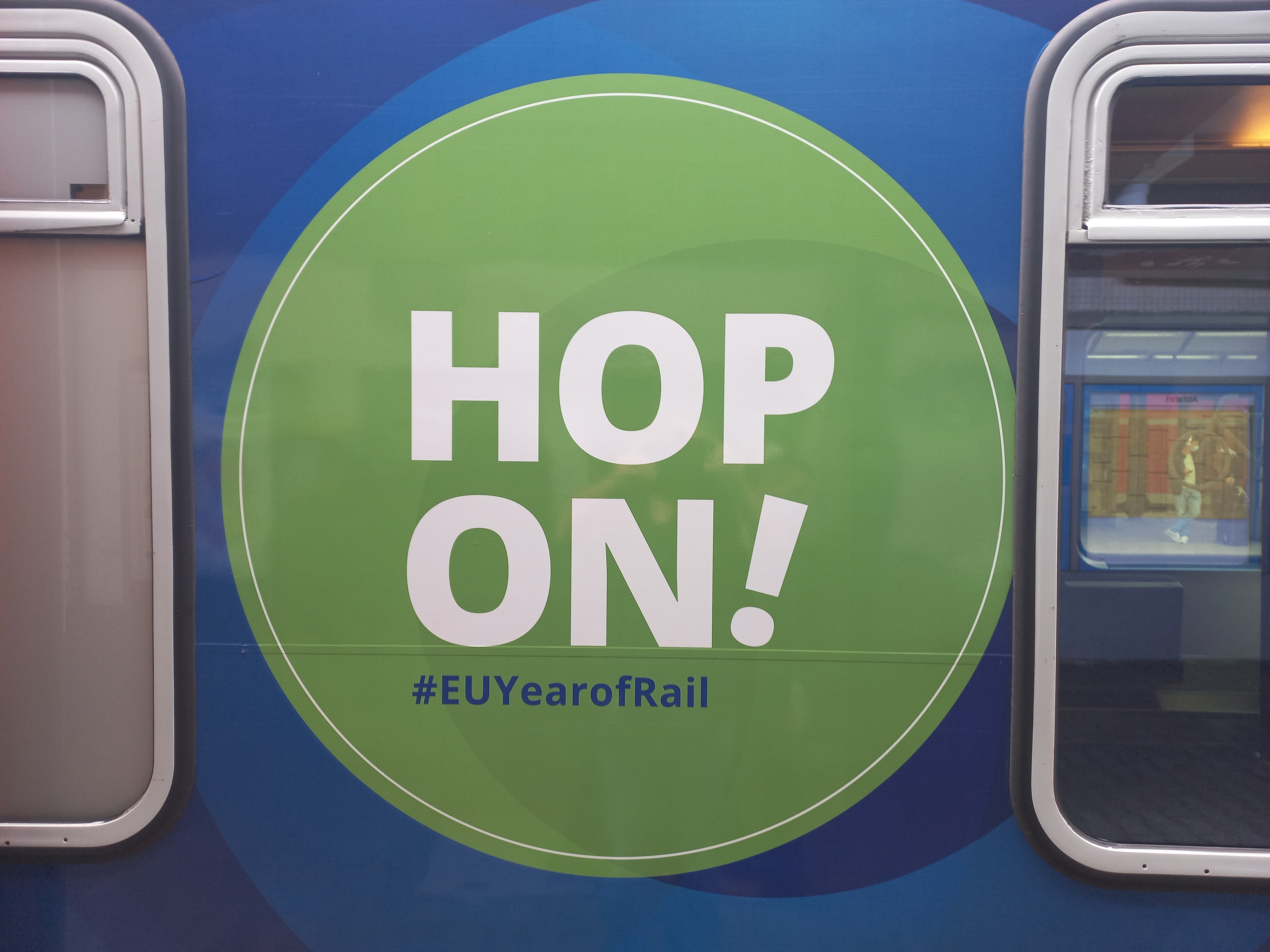
Aufforderung zum Mitfahren

Der Connecting Europe Express, kurz CEE, war ein Sonderzug der Europäischen Union (EU) im Rahmen des Europäischen Jahrs der Schiene, der am 2. September 2021 in Lissabon abfuhr und seine Fahrt durch 26 Staaten am 7. Oktober 2021 in Paris beendete. In diesen fünf Wochen hielt der Zug in über 100 Bahnhöfen, an denen Veranstaltungen stattfanden. Während die EU-Staaten Finnland, Irland, Malta und Zypern nicht angefahren wurden, befuhr er zusätzlich die Nicht-EU-Staaten Nordmazedonien, Schweiz und Serbien (Malta und Zypern haben keine Eisenbahn), Irland ist durch seine Insellage nicht an das übrige europäische Schienennetz angeschlossen und Finnland hat eine abweichende Spurweite. Der Connecting Europe Express galt auch als Mahnung vor der immer noch unvollständigen Interoperabilität im  europäischen Eisenbahnnetz.

## Zweck
Der Connecting Europe Express sollte die Bedeutung der Eisenbahn für die Verbindung von Völkern, Personen und Unternehmen und die wichtige Rolle der EU-Infrastrukturpolitik und des einheitlichen europäischen Eisenbahnraums aufzeigen. Im Zug waren Gespräche mit Politikern und Experten zu verschiedenen europäischen Verkehrsthemen möglich. In den Städten, in denen er hielt, wurden Flaggenübergaben und Veranstaltungen durchgeführt. Bei den längeren Halten konnte ein Wagen mit einer Ausstellung über neue Technologien und Infrastrukturprojekte im europäischen Schienenverkehr besichtigt werden.

## Fahrzeugmaterial
Der auf Normalspur (1435 Millimeter) verkehrende Zug bestand aus folgenden sechs Wagen:

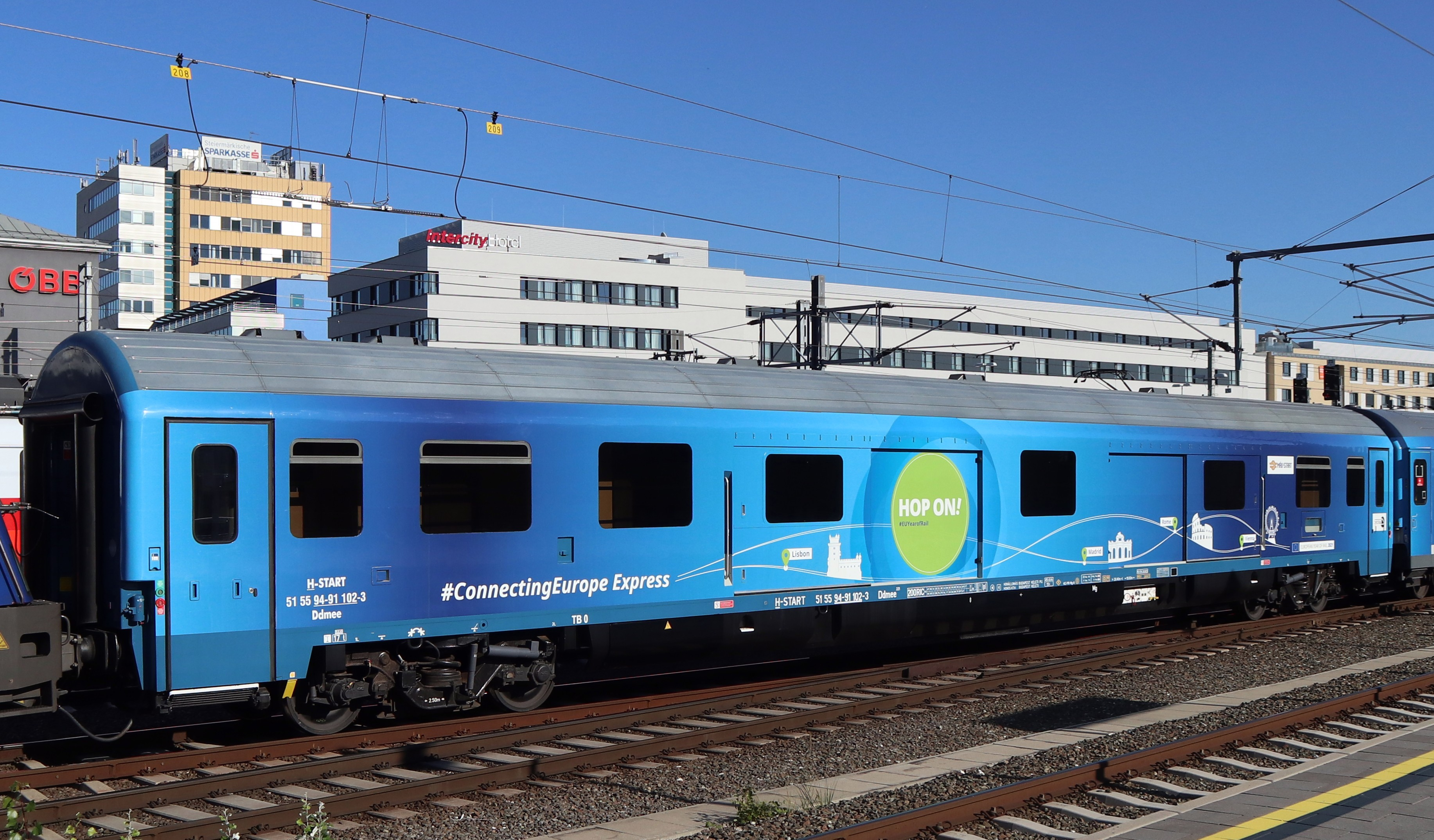
Gepäckwagen der Magyar Államvasutak, diente als Ausstellungswagen
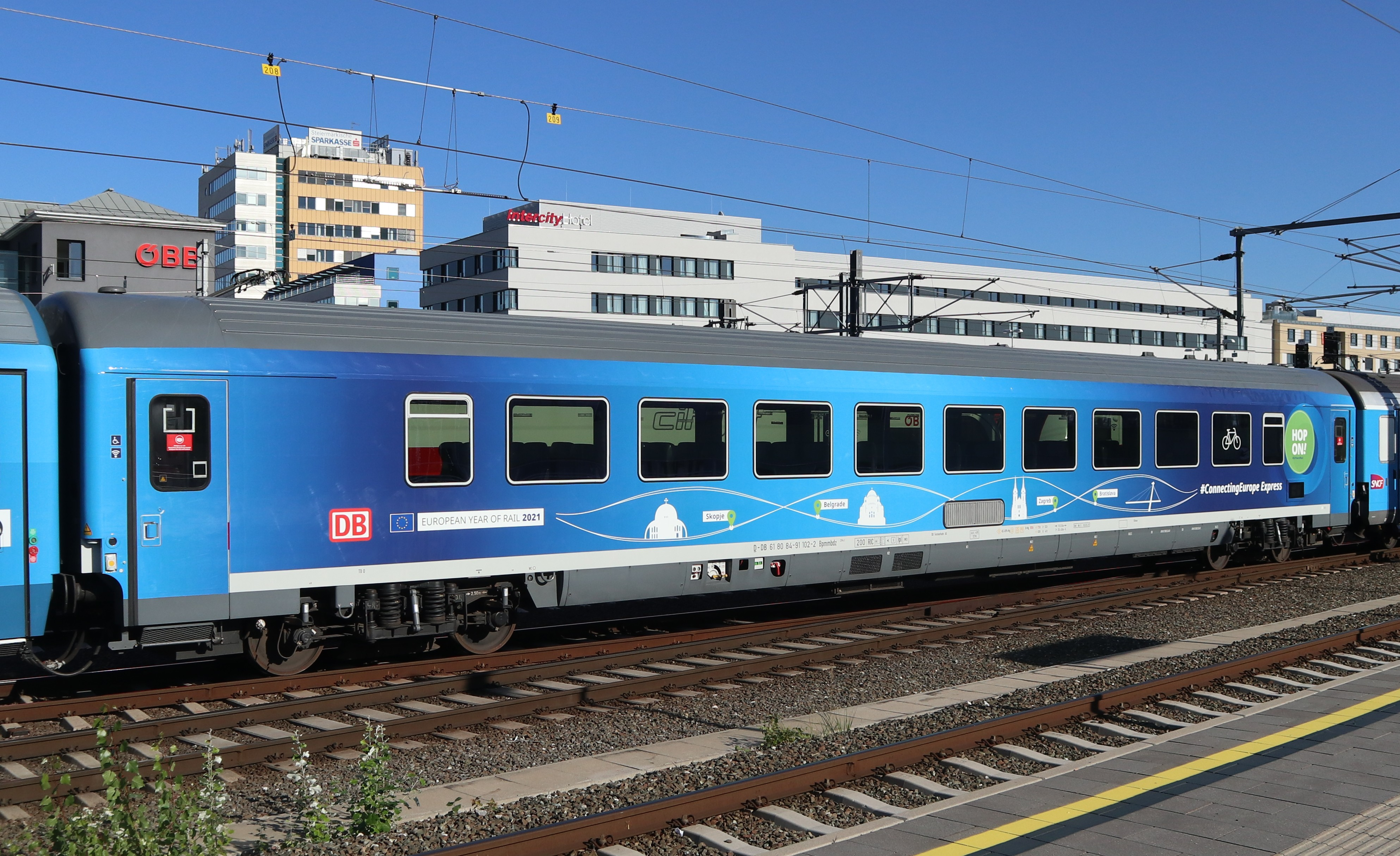
Bpmz-Großraumwagen der Deutschen Bahn, diente als Sitzwagen 2. Klasse
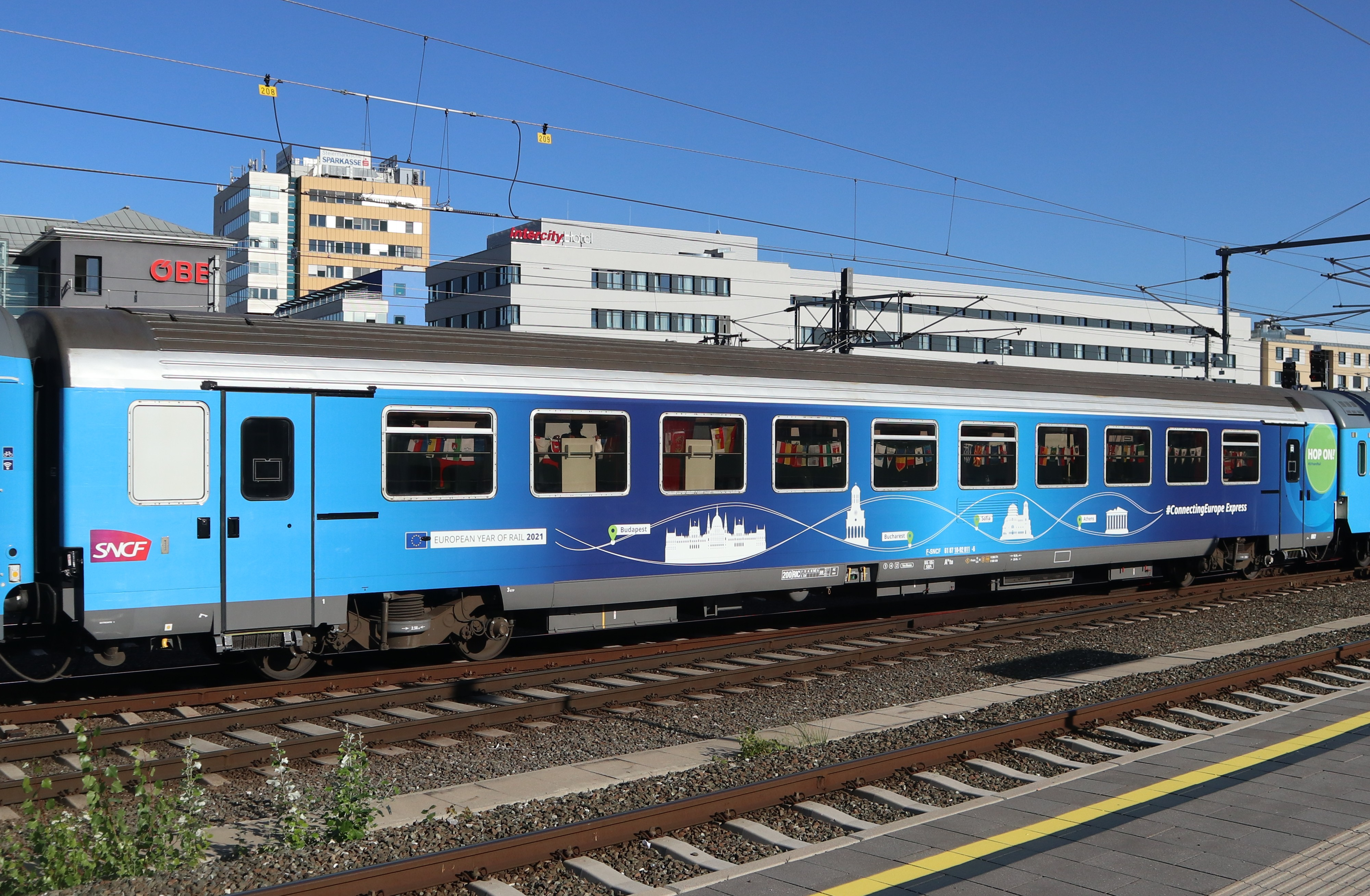
A10tu-Corail-Wagen der SNCF, diente als Konferenzwagen
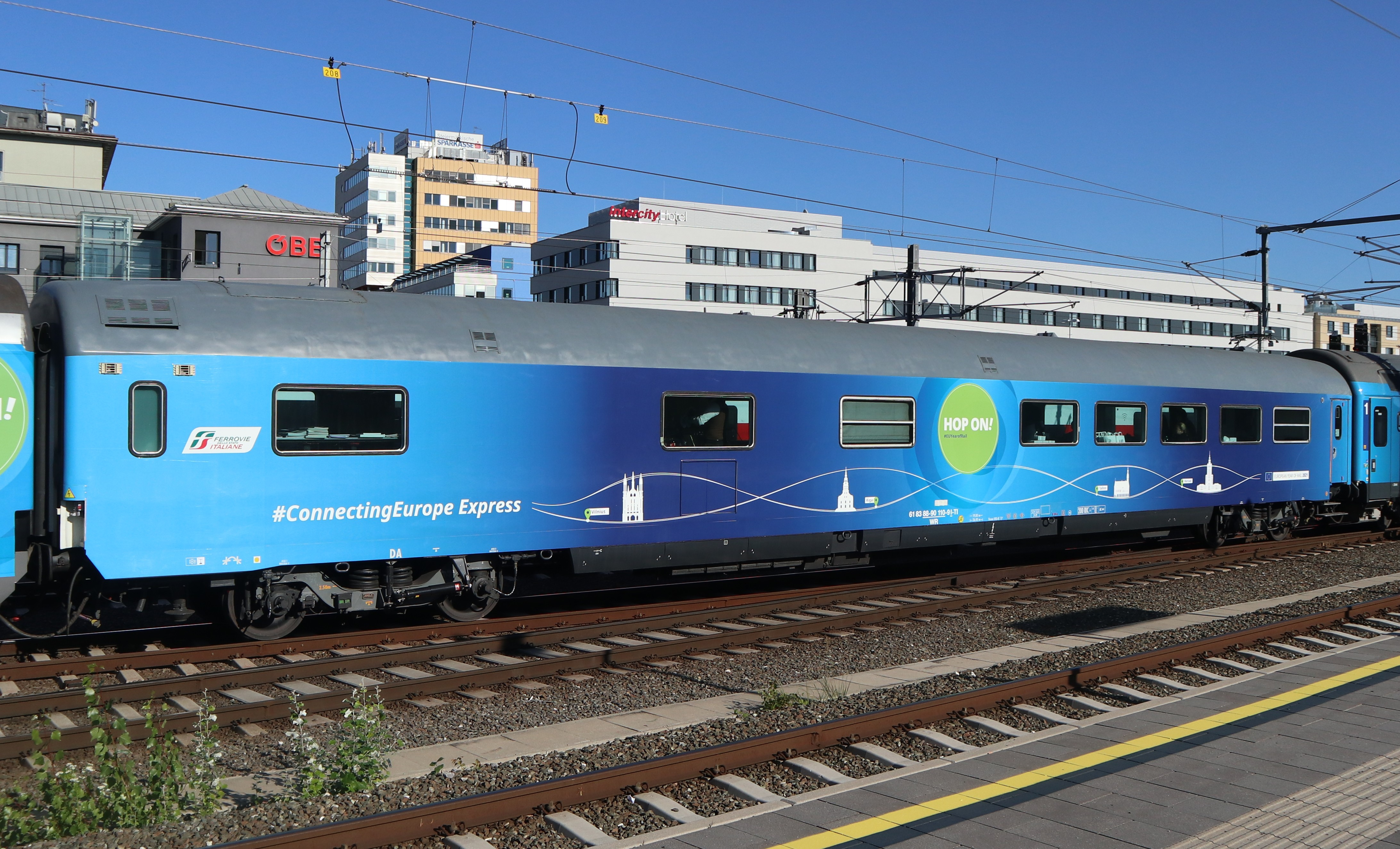
Speisewagen der Trenitalia
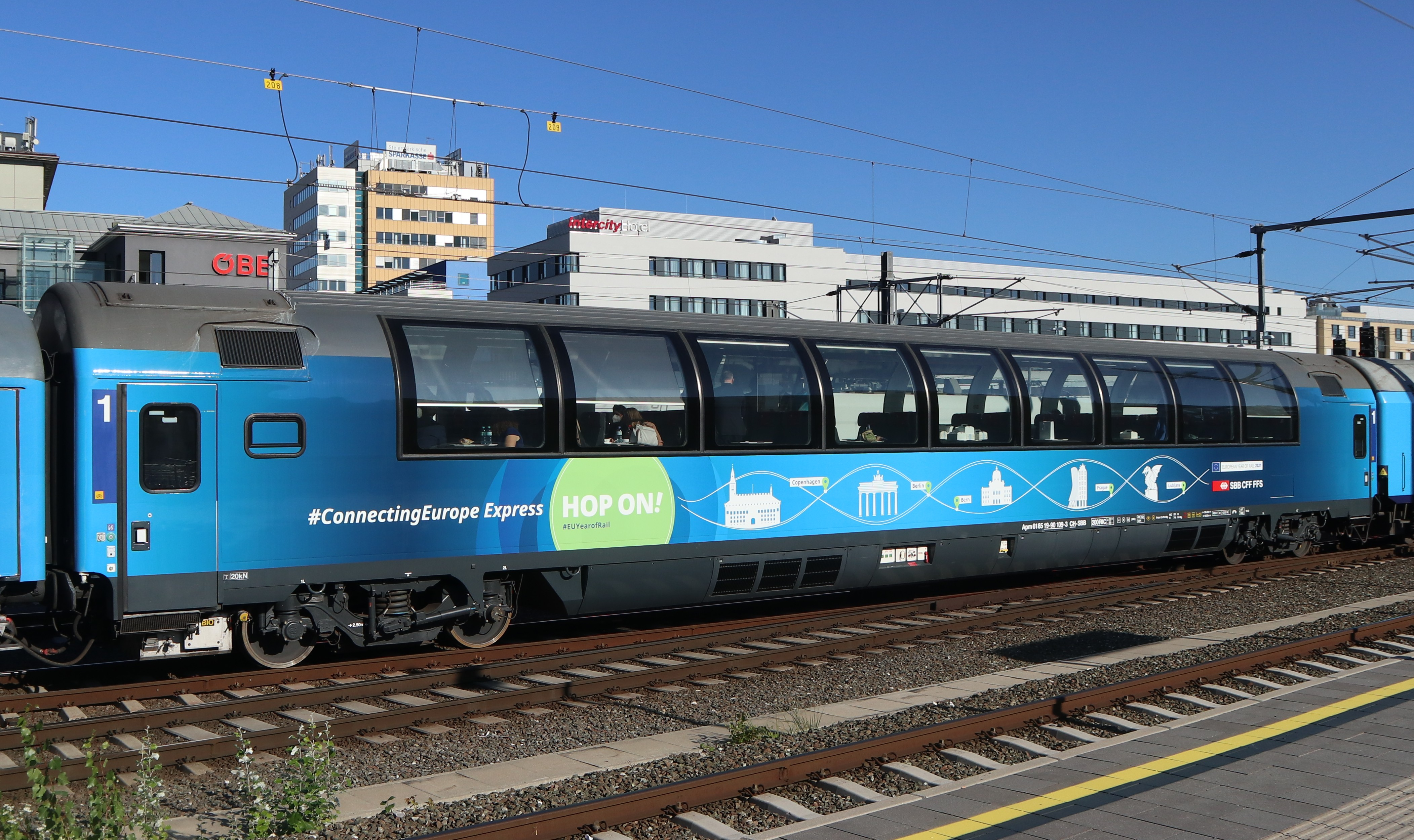
Panoramawagen der Schweizerischen Bundesbahnen, diente als Sitzwagen 1. Klasse
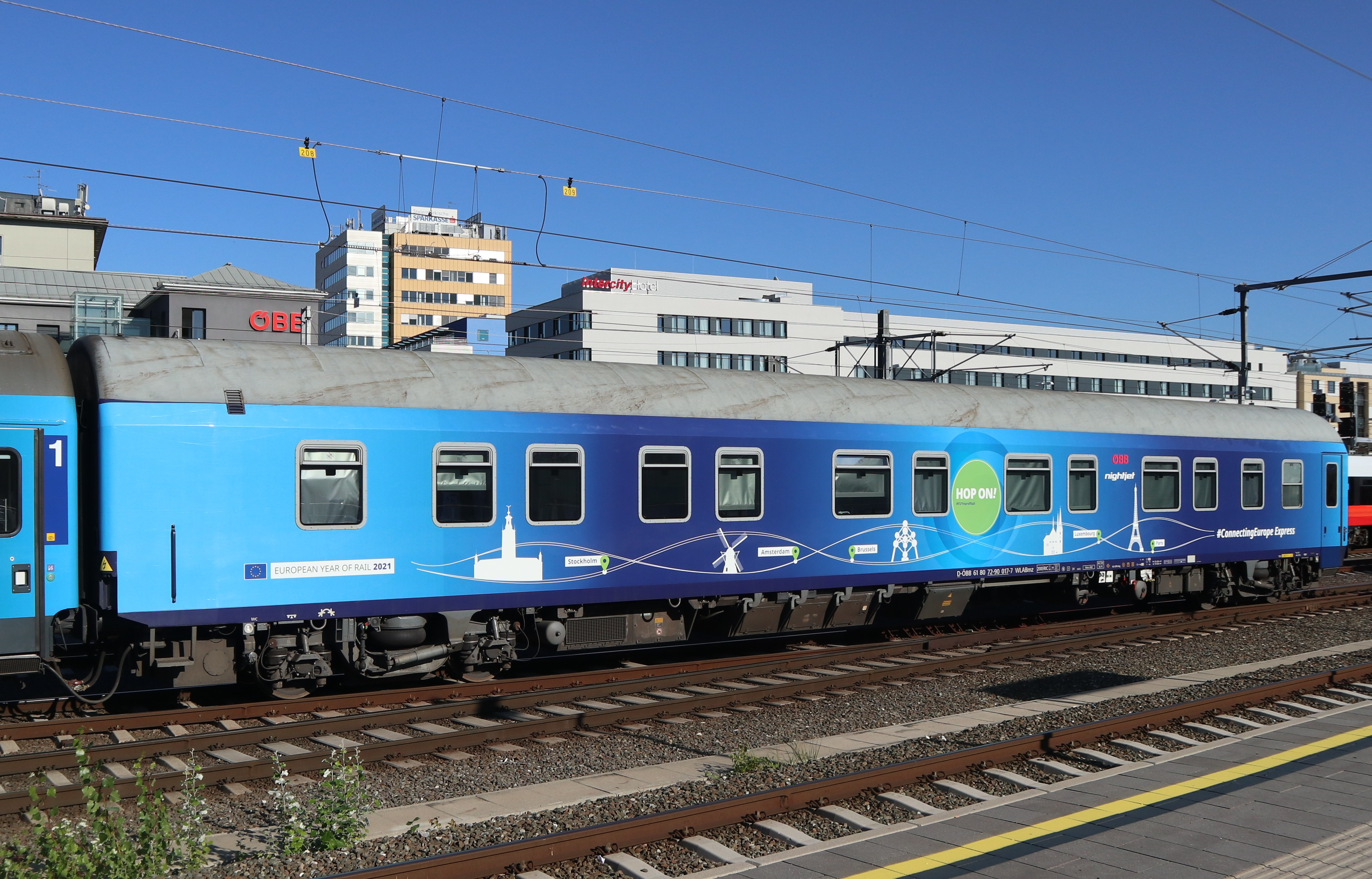
Schlafwagen der Österreichischen Bundesbahnen

Die auf iberischer Breitspur (1665/1672 Millimeter) in Portugal und Spanien verkehrende Garnitur bestand aus einem sechsteiligen Talgo IV, bereitgestellt von der Renfe, während der dritte, auf russischer Breitspur (1524 Millimeter) in Estland, Lettland und Litauen fahrende Zug ein von der Lietuvos geležinkeliai gestellter dreiteiliger Dieseltriebwagen der Baureihe 730ML von PESA war.

## Halte in deutschsprachigen Ländern

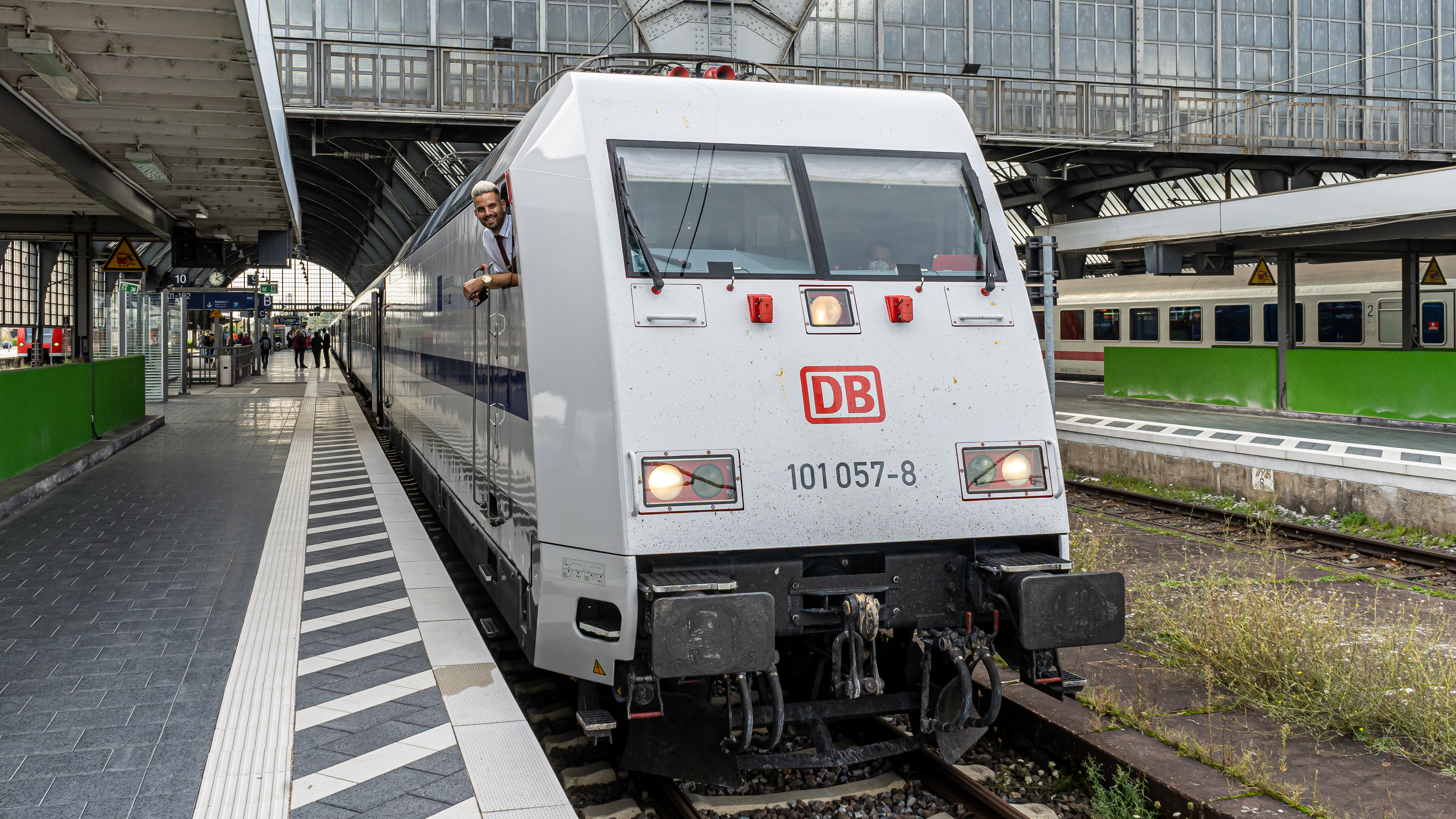
Der Connecting Europe Express beim Halt in Karlsruhe Hbf, 28. September 2021.

Der Zug fuhr vom 9. September bis zum 24. September über Innsbruck, Wörgl, Salzburg, Linz, St. Pölten, Wien und Graz durch Österreich, vom 28. September bis zum 29. September über Schaffhausen, Zürich, Bern und Basel durch die Schweiz sowie vom 26. September bis zum 3. Oktober über Schwandorf, Regensburg, München, Ulm, Stuttgart, Karlsruhe, Frankfurt am Main, Leipzig, Halle (Saale), Berlin, Hamburg, Bremen und Bad Bentheim durch Deutschland.
Insgesamt legte der Connecting Europe Express etwa 20.000 Kilometer zurück.